# Tram van Oranjestad

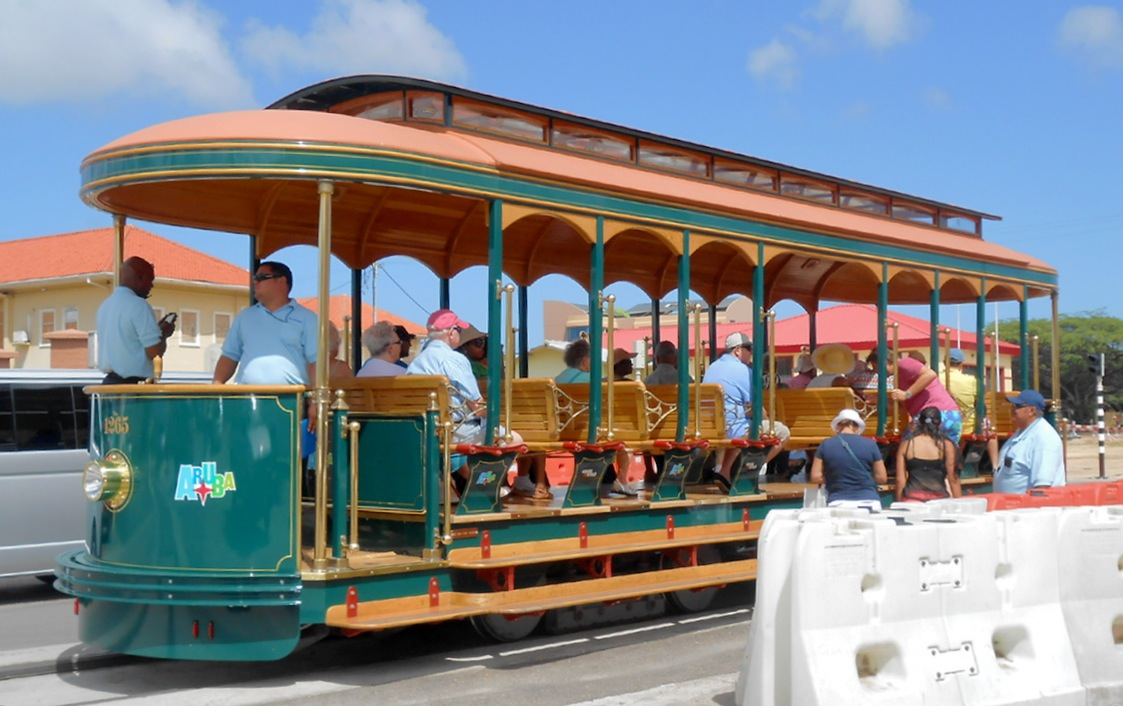
Groen-oranje enkeldeks tramwagen bij de haven.

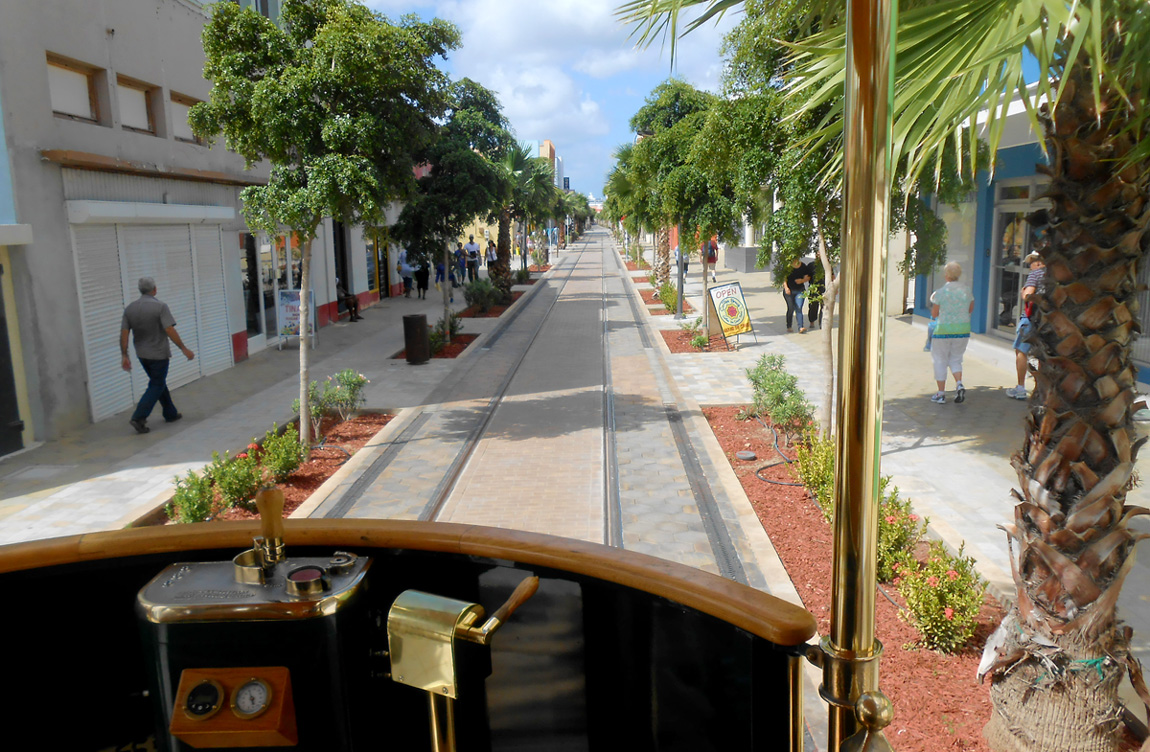
Uitzicht vanaf de bestuurdersplaats.

De Tram van Oranjestad (Oranjestad Streetcar) is een enkelsporige tramlijn in Oranjestad, de hoofdstad van Aruba. De lijn wordt geëxploiteerd door Arubus, het nationale vervoerbedrijf.

## Geschiedenis
De tramlijn is het eerste railvervoer voor passagiers op het eiland en in het Nederlands-Caribisch gebied en de tweede raillijn op het eiland, na een eerder industriespoortje dat werd gesloten in 1960.
De tramlijn werd aangelegd als belangrijk onderdeel van een groter project om de belangrijkste winkelstraten van de stad te verbeteren. Dit betrof het maken van een voetgangerszone, planten van bomen, plaatsing van sierstraatverlichting en reconstructie van de straten en stoepen.
De lijn werd op 22 december 2012 voor het eerst bereden, zeven dagen na de aflevering van de eerste dubbeldekstram. Op 19 februari 2013 nam Arubus de tramlijn officieel in gebruik. De 'Tram Aruba', officiële naam 'Arutram', rijdt in een acht-en-een-halve-minuten frequentie tussen de aanlegplaats voor cruiseschepen in de haven van Oranjestad en de binnenstad.
Het wagenpark bestaat uit vier open tramwagens: twee enkeldekstrams in groen en oranje en twee dubbeldekstrams in blauw en rood. De vier trams, die waterstof als energiebron gebruiken, rijden volgens het Hydrail-principe. De benodigde energie wordt uit zonne- en windkracht betrokken. De tramlijn heeft geen bovenleiding. De trams met een nostalgisch uiterlijk werden gebouwd door TIG/m-LLC gevestigd te Chatsworth (Californië), USA. De in de bestrating aangelegde groefrails werden bij het Duitse bedrijf TSTG in Duisburg geproduceerd.

## Route
De tramlijn begint in een keerlus bij de haven en voert via de Schelpstraat, Havenstraat en de Caya Betico Croes, de voetgangerszone, en de Hoofdstraat naar een keerlus op het Plaza Nicky. Er zijn negen haltes met een gemiddelde afstand van 200 meter.
Het depot ligt tussen de haltes Port of Call en Rancho. Tussen Rancho en Plaza Chipi Chipi bestaat vanwege het plaatselijke eenrichtingverkeer een parallelspoor. De trams rijden via de Schelpstraat naar het oosten en via de Havenstraat naar het westen.
| Halte             | Opmerkingen                                                                                         |
| ----------------- | --------------------------------------------------------------------------------------------------- |
| Port of Call      | Haven, alias Welcome Plaza, keerlus                                                                 |
| Rancho            | Busstation, tramremise                                                                              |
| Plaza Museo       | in oostelijke richting, alleen voor trams van Port naar Plaza Nicky, Nationaal Archeologisch Museum |
| Royal Plaza       | in westelijke richting, alleen voor trams van Plaza Nicky naar Port                                 |
| Renaissance Mall  | in westelijke richting, alleen voor trams van Plaza Nicky naar Port                                 |
| Plaza Chipi Chipi | alias Mango Plaza                                                                                   |
| Caya Betico Croes | bij de Aruba Bank, gepland maar nog niet aangelegd                                                  |
| Plaza Bon Bini    | dubbelspoor bij de halte                                                                            |
| Plaza Nicky       | alias Plaza Comercio, keerlus                                                                       |